# Petranaki aréna
A Petranaki aréna (angolul: Petranaki arena, Arena of Justice vagy Geonosian execution arena) a Csillagok háborúja elképzelt univerzumának egyik helye.

## Leírása
A Petranaki aréna a Geonosis nevű bolygón élő geonosisiak legfőbb szórakozóhelye. Ugyanazt a szerepet tölti be, mint a Földön a Római Birodalom idején a Colosseum, vagyis itt végezték ki fenevadak segítségével a gyilkosokat és egyéb, a társadalomba nem illő személyeket. Ugyanitt különböző állatokat uszítottak egymásra. Több geonosisi faj is kihalt a Petranaki arénában a geonosisiak vérszomja miatt. Nemcsak geonosisi származású élőlényeket pusztítottak itt el, hanem más világokból behozottakat is; talán a legismertebbek a vendaxai acklay, a cholgannai nexu és az ylesiai reek. Majdnem nélkülözhetetlenek az orrayokon lovagló geonosisi pikadorok, akik amennyiben csak lehet, rendet tartanak az arénában, vagy ha egy fenevad elfárad vagy túlságosan fél, akkor ők elektromos készülékekkel döfködik, harcra késztetve azt. A geonosisi fajok közül a geonosisi hidrát, az orrayt, a massiffot és a mongworstot szokták használni; az utóbbit geonosisiak megölésére.
Ennek az arénának az alapját a szél vájta ki egy sziklába, a geonosisiak csak berendezték és kidíszítették történelmi, harci jelenetekkel. Az arénában homok és mészpor van; ha vízi élőlényekkel történik az előadás, akkor el lehet árasztani vízzel. A Petranaki aréna alatt van egy alagút, amely összeköti egy droid gyárral. Az aréna fölött van az úgynevezett Legfőbb Geonosisi Kihallgató Terem (Geonosian High Audience Chamber). A közelben droid raktárak is találhatók.

## Története
Röviddel az első geonosisi csata előtt, Kisebb Poggle kémkedés vádjával halálra ítélte Obi-Wan Kenobit, Anakin Skywalkert és Padmé Amidalát. A kivégzés a Petranaki arénában kellett volna megtörténjen. A köztársaságiakra egy acklayt, egy nexut és egy reeket uszítottak. Miután elkezdődött a harc, Mace Windu Jedi Mester vezetésével megérkezett a Galaktikus Köztársaság klón hadserege, és megkezdődött az úgynevezett első geonosisi csata, amely azonban nemcsak az arénában játszodott le, hanem a bolygó több pontján is. Ebben a csatában rengeteg jedi, klónkatona, harci droid és geonosisi harcos pusztult el, köztük egy vezetőjük is, Sun Fac főhadnagy.

## Megjelenése a filmekben, könyvekben, videojátékokban
Ezt az arénát „A klónok támadása” című filmben láthatjuk először. Továbbá az erről a filmről készült könyvekben, képregényekben és videojátékokban szerepel, vagy meg van említve.

## Fordítás
- Ez a szócikk részben vagy egészben a Petranaki arena című Wookieepedia-szócikk fordítása. Az eredeti cikk szerkesztőit annak laptörténete sorolja fel.